# 5. Sinfonie (Mendelssohn)
Die Sinfonie Nr. 5 in D-Dur/d-Moll op. 107, „Reformations-Sinfonie“ (MWV N 15) von Felix Mendelssohn Bartholdy ist eine Sinfonie in vier Sätzen. Die Aufführungsdauer beträgt ca. 30 Minuten.

## Geschichtlicher Hintergrund
Die Sinfonie entstand im Winter 1829/1830 als zweite der fünf Sinfonien Mendelssohns. Da der Komponist später von seinem Werk abrückte, erschien die Sinfonie erst 1868 postum im Druck. Dabei erhielt sie die Nr. 5, da die später entstandenen, „Italienische“ (1833), „Lobgesang“ (1840) und „Schottische“ (1842), bereits veröffentlicht waren.
Mendelssohns jüdische Eltern ließen ihre Kinder 1816 christlich taufen und konvertierten einige Jahre später selbst zum reformierten Glauben. Zum 300. Jubiläum der Confessio Augustana im Jahr 1830 komponierte Felix Mendelssohn Bartholdy von sich aus ein festliches Werk. Wegen der Unruhen infolge der französischen Julirevolution fanden jedoch keine offiziellen Feierlichkeiten statt. Damit kam auch die geplante Uraufführung der Sinfonie weder in Berlin noch in Augsburg zustande. Auch eine Aufführung in Leipzig scheiterte, weil Noten nicht rechtzeitig kopiert waren. In Paris weigerten sich die Musiker, das Werk zu spielen.
Schließlich fand die Uraufführung am 15. November 1832 in Berlin unter der Leitung des Komponisten statt; sie hatte jedoch keinen nachhaltigen Erfolg.

## Aufbau
1. Andante. Allegro con fuoco
2. Allegro vivace
3. Andante

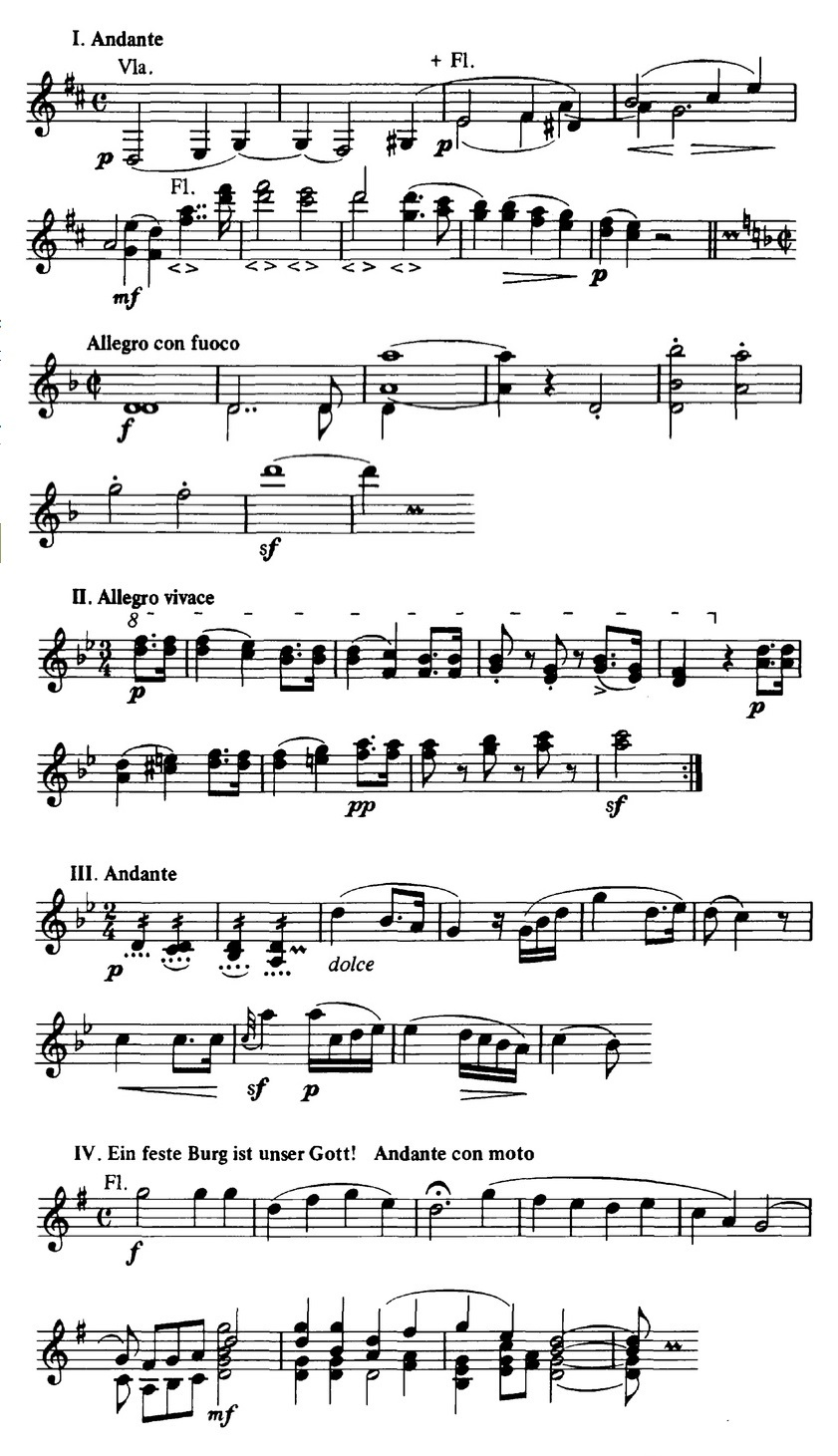
Themen der Sinfonie

4. Choral „Ein feste Burg ist unser Gott“. Andante con moto – Allegro vivace – Allegro maestoso

## Besetzung
2 Flöten, 2 Oboen, 2 Klarinetten, 2 Fagotte, Kontrafagott, Serpente (Basshorn), 2 Hörner, 2 Trompeten, 3 Posaunen, Pauke, I. Violine, II. Violine, Bratsche, Violoncello, Kontrabass

## Werkbeschreibung
Dem Kopfsatz in Sonatensatzform steht eine langsame Einleitung mit geistlichen Bezügen voran, u. a. Zitaten aus dem gregorianischen Magnificat und dem Dresdner Amen.
In der getragenen Melodie des dritten Satzes könnte man meinen, es handle sich um die Intonation einer weiteren großen Religion mit dem jüdischen Volkslied Hevenu Schalom alechem. Musikwissenschaftler bestreiten dies jedoch.
Der Schlusssatz verbindet eine Choralvariation von Martin Luthers Choral Ein feste Burg ist unser Gott mit der Sonatensatzform.

## Tonart
Auf dem Titelbogen der autographen Partitur vermerkt Mendelssohn als Tonart D-Dur. Tatsächlich beginnt die Sinfonie mit einer Einleitung in D-Dur, das Hauptthema des 1. Satzes und auch die Kadenzführung sind dann jedoch in d-Moll. Da sich die Tonartenbezeichnung einer Sinfonie normalerweise nach dem Hauptthema richtet, wird die Tonart des Werks in vielen Nachschlagewerken musikalisch korrekt als d-Moll angegeben.